# Craspedosis angustata
Craspedosis angustata là một loài bướm đêm trong họ Geometridae.